# Zorlencior
Zorlencior – wieś w Rumunii, w okręgu Caraș-Severin, w gminie Zorlențu Mare. W 2011 roku liczyła 154 mieszkańców.